# Система Вагановой
Система Вагановой заключается в систематизированном обучении классическому танцу.
Система Вагановой является продолжением и развитием традиций французской, итальянской и русской школ, и по праву считается образцом балетной педагогики. Разработана русской танцовщицей и педагогом Агриппиной Яковлевной Вагановой. Система Вагановой сыграла важную роль в развитии балета в XX веке.

## История
В XVIII—XIX веках для работы на русской императорской сцене были приглашены представители европейского балета. Их школа творчески усваивалась отечественными исполнителями, обогащаясь русским национальным стилем, эмоциональностью, высокой грацией и свободой. Было взято всё лучшее из французской и итальянской школ. Представителем французской был Христиан Иогансон, ученик Августа Бурнонвиля, который, в свою очередь, учился у Огюста Вестриса. Итальянская школа, получившая расцвет в последней четверти XIX века, была представлена в Петербурге в педагогике Энрико Чекетти, в Москве — в педагогике Хосе Мендеса.

## Создание «Системы Вагановой»
Определённый стиль преподавания и классическая основа русской школы в то время не имело определения как «русская школа», несмотря на значительные успехи некоторых отечественных педагогов. 
В 30-е годы, когда была поставлена задача систематизации знаний в самых разных областях, А. Я. Ваганова занялась обобщением тех данных, что на протяжении десятилетий использовали балетные педагоги, и накопленного ею собственного опыта, тем самым заложив основу академической методики преподавания. Унификация, требуемая от учебных заведений, привела к написанию единых программ, которым должны были следовать все педагоги, к выработке единой терминологии (которая не требовалась до революции, когда для общения повсеместно использовался французский язык, но оказалась необходимой в новой действительности, когда в силу разных причин приходилось преимущественно использовать русский язык). Аналогичные процессы проходили и в других дисциплинах, преподаваемых в балетной школе — в 30-е годы в Ленинградском хореографическом техникуме закладывались основы методики и обобщались принципы преподавания характерного и бального (исторического) танца.   
Ваганова помнила школьные уроки Екатерины Вазем, умевшей вырабатывать у своих учениц  мягкость и силу plié, прислушивалась к советам и комментариям Ольги Преображенской по поводу итальянского экзерсиса, пристально наблюдала за творчеством своего ровесника, хореографа Михаила Фокина, который добивался в своих спектаклях одухотворённости танца и, не без влияния Дункан — непринуждённой и поэтичной пластики рук. Это позволило ей шаг за шагом отобрать наиболее характерные особенности русской танцевальной манеры. Не будучи как-то особенно одарённой от природы, Ваганова была технически сильной и виртуозной танцовщицей. По словам балетоведа Л. Д. Блок, она «сумела понять самую сущность форм классического танца»; «по окончании артистической карьеры она взялась за преподавание и оказалась одарённой исключительными педагогическими способностями».
Достижением системы Вагановой, обеспечивающей ей жизненность и непрерывное развитие, является научно обоснованная последовательность всего учебного процесса. Строгое соблюдение индуктивного метода переходов от простого к сложному, от частного к обобщенному — таков принцип поступательного развития художественного сознания и танцевальной техники учащегося. Свой педагогический опыт Ваганова систематизировала в теоретической работе «Основы классического танца», выпущенной в свет в 1934 году.
Структура книги представляет собой описание движений по видовым понятиям: например, батманы, прыжки, туры и т. д., что не соответствует порядку обучения, но систематизирует материал. Одновременно в пределах каждой главы движения рассматриваются по нарастанию — от простого до наиболее сложных, то есть выстроена система. А. Я. Ваганова установила порядок движений на уроке, который значительно отличался от порядка других школ; выработала положение рук, их координацию в движениях, что придаёт гармоничность танцу. Plié — с него, по Вагановой, следует начинать экзерсис.
Здесь автор сделала отступление, объясняя, почему сначала нужно его исполнять стоя в I позиции. Далее Ваганова перечислила порядок движений, который известен сейчас всем: rond de jambe par terre, battement fondu, battement frappé, rond de jambe en l’air, petit battement, developpé, grand battement jeté. Тем не менее, она писала: «Никаких твёрдых схем и твёрдых норм для построения уроков я давать не буду. Это — область, в которой решающую роль играют опыт и чуткость преподавателя».
Особой заслугой Вагановой следует считать разработанные ею методические правила о роли и значении в танце слаженных движений рук, корпуса и головы. Рабочая роль рук, которые не только служат украшением танца, но и помогают исполнению самых сложных движений — технологическое открытие Вагановой, облегчающее освоение техники классического танца и ничуть не обедняющее ни пластику, ни выразительность движений рук.

## Дресс-код для мальчиков
Требование к полуобнаженной одежде для начинающих мальчиков также является одной из его основных характеристик по сравнению с другими методами балета. Мальчики в первом и втором классе должны носить белые облегающие майки без рукавов и темные трусы, чтобы учителя могли наблюдать за мышечными линиями и напряжением, особенно дельтовидной мышцей и приводящими мышцами бедра. Ваганова считала, что сила этих двух мышц имеет решающее значение для успеха артистов балета мужского пола, поэтому эти две мышцы должны быть полностью видны преподавателям для лучшего наблюдения и коррекции в первые два года обучения. 